# Polygala leptostachys
Polygala leptostachys är en jungfrulinsväxtart som beskrevs av Robert James Shuttleworth och Asa Gray. Polygala leptostachys ingår i släktet jungfrulinssläktet, och familjen jungfrulinsväxter. Inga underarter finns listade i Catalogue of Life.